# Odorrana monjerai
Odorrana monjerai är en groddjursart som först beskrevs av Matsui och Jaafar 2006.  Odorrana monjerai ingår i släktet Odorrana och familjen egentliga grodor. IUCN kategoriserar arten globalt som otillräckligt studerad. Inga underarter finns listade i Catalogue of Life.